# Jérôme Levesque
Pour les articles homonymes, voir Levesque.
Jérôme Levesque, né le 8 juin 1919 à Plessé et mort le 2 novembre 2017 à Saint-Léger-les-Vignes, est un général de brigade et chef de la résistance français.

## Historique
Jérôme Levesque est le fils de Judicaël Levesque, propriétaire exploitant, et d'Anne-Marie Levesque du Rostu. Il épouse Germaine O'Delant, petite-fille de Paul Carron de La Carrière.
Levesque s'engage en 1939 à l'École spéciale militaire de Saint-Cyr et sort de l'école comme sous-lieutenant avec la promotion de l'amitié franco-britannique le 20 mars 1940. Il effectue son application cavalerie à Saumur et se spécialise sur automitrailleuse à Tarbes. Après un passage à Rambouillet, il est affecté au 11e régiment de cuirassiers (Lyon), régiment expulsé par les troupes allemandes en 1942. Levesque est démobilisé le 26 novembre 1942. Il réintègre le domaine familial du château de Miserai à L'Hôme-Chamondot, où il rejoint en mars 1943 la résistance sous le nom de code Victor.
Le maquis de Courcerault est démantelé le 5 juin par les Allemands et la Gestapo encercle la Miserai ; Jérôme Leveque s'échappe in extremis et fuit en Bretagne. Il fait parachuter des armes sur L'Hôme-Chamondot le 10 et 31 juillet 1944 et le 6 août, il entre en contact avec le lieutenant Kirschen, parachuté dans le cadre de la mission Bunyan. Ils réceptionnent un renfort de quinze parachutistes. Commandos et résistants participent alors aux attaques de convois allemands autour de Marchainville. Levesque attaque l'ennemi au Miserai. Celui-ci laisse trois morts sur le terrain et abandonne véhicules et carburant, ainsi qu’armes et munitions. Le 15 août, les Américains libèrent le secteur. Levesque contribue au déminage et favorise l'avancée des troupes américaines. Le 20 août, il rejoint la 2e DB du général Leclerc. Il participe aux combats de Rambouillet et entre dans Paris par le pont de Sèvres. 
En septembre 1944, Levesque est affecté à Alençon pour commander la 2e compagnie du 1er bataillon FFI de l'Orne sous le commandement d'André Mazeline. Ce bataillon s'appellera ensuite 2e Bataillon de Marche de Normandie, après quoi Levesque rejoint à nouveau la 2e DB.
En 1946, Levesque est promu capitaine et affecté au commandement du 2e escadron du 6e régiment de chasseurs d'Afrique (Saint-Wendel). En 1948, il rejoint l'École de cavalerie de Saumur pour encadrer les formations et en 1952, il est affecté à l'inspection de l'ABC et suit le cours de l'École d'état-major.
En 1953, il est volontaire en Indochine et est affecté à Vientiane au Laos comme chef du 3e bureau du Secteur du Haut-Mékong où il se distingue dans l'organisation du camp retranché de Luang Prabang lors de la poussée Viet-Minh en février 1954  après la chute de Dien Bien Phu. En 1956, il revient d'Indochine et est affecté comme chef d'escadrons à l'état-major de l'Inspection ABC.
En 1958, il est affecté en Algérie à l'état-major du secteur de Bouira. Il est d'abord chef du 5e Bureau, puis adjoint opérationnel au 7e régiment de hussards et commande enfin le quartier des Ksars au 19e régiment de chasseurs à cheval en Grande Kabylie.
En 1960, Levesque rentre en France avec le grade de Lieutenant-colonel et est affecté à l'état-major de la 1re région militaire, Section Réserves à Paris. 
En 1964, il est nommé chef de corps du 7e régiment de chasseurs (Arras), juste rentré d'Algérie. 
De 1966 à 1971, il occupe différents postes dans les états-majors parisiens. En 1971, il est affecté aux Invalides, chef d'État-major à l'Inspection des réserves, et sera nommé général de brigade à la fin de sa carrière au milieu des années 1970.
Il consacrera sa retraite à des travaux d'historien et étudier les nombreuses ramifications généalogiques de la famille Levesque.

## Décorations
- Commandeur de la Légion d'honneur (12 avril 2015)[2]
- Commandeur de l'ordre national du Mérite
- Croix de guerre 1939–1945 avec citation
- Croix de guerre des Théâtres d'opérations extérieurs, avec deux citations en Algérie et une en Indochine
- Croix de la Valeur militaire
- Médaille de la Résistance française (15 octobre 1945)[3]
- King's Medal for Courage in the Cause of Freedom